# 绍奈
绍奈（法語：Chaunay，法語發音：[ʃonɛ]）是法国新阿基坦大区维埃纳省的一个市镇，位于该省西南部，属于蒙莫里永区。

## 地理
绍奈（46°12'26"N, 0°9'49"E）面积38.64 平方千米，位于法国新阿基坦大区维埃纳省，该省份为法国中西部省份，北起曼恩-卢瓦尔省和安德尔-卢瓦尔省，西接德塞夫勒省，南至夏朗德省，东南接上维埃纳省，东临安德尔省。
与绍奈接壤的市镇（或旧市镇、城区）包括：利马隆日、旺宰、布朗宰、尚帕涅勒塞克、利纳宰。

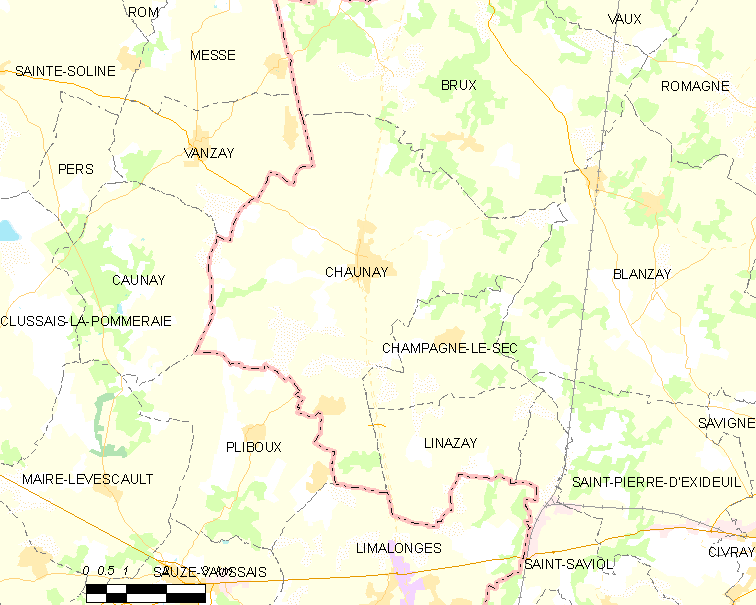
绍奈的OSM定位图

绍奈的时区为UTC+01:00、UTC+02:00（夏令时）。

## 行政
绍奈的邮政编码为86510，INSEE市镇编码为86068。

## 政治
绍奈所属的省级选区为吕西尼昂县。

## 人口

1962-2008年间绍奈人口变化图示

绍奈于2022年1月1日时的人口数量为1201人。